# Приветное (Золотоношский район)
Приве́тное (укр. Привітне) — село в Золотоношском районе Черкасской области Украины.

## Географическое положение
Село расположено на северо-востоке района в 24 км от районного центра — города Золотоноша.

## История
В июле 1995 года Кабинет министров Украины утвердил решение о приватизации находившегося здесь совхоза.
Население по переписи 2001 года составляло 594 человека.

## Местное самоуправление
Село Приветное — административный центр Приветненского сельского совета. Адрес: 19744, Черкасская обл., Золотоношский р-н, с. Приветное, ул. Ленина, 4.